# Tatzelwurm

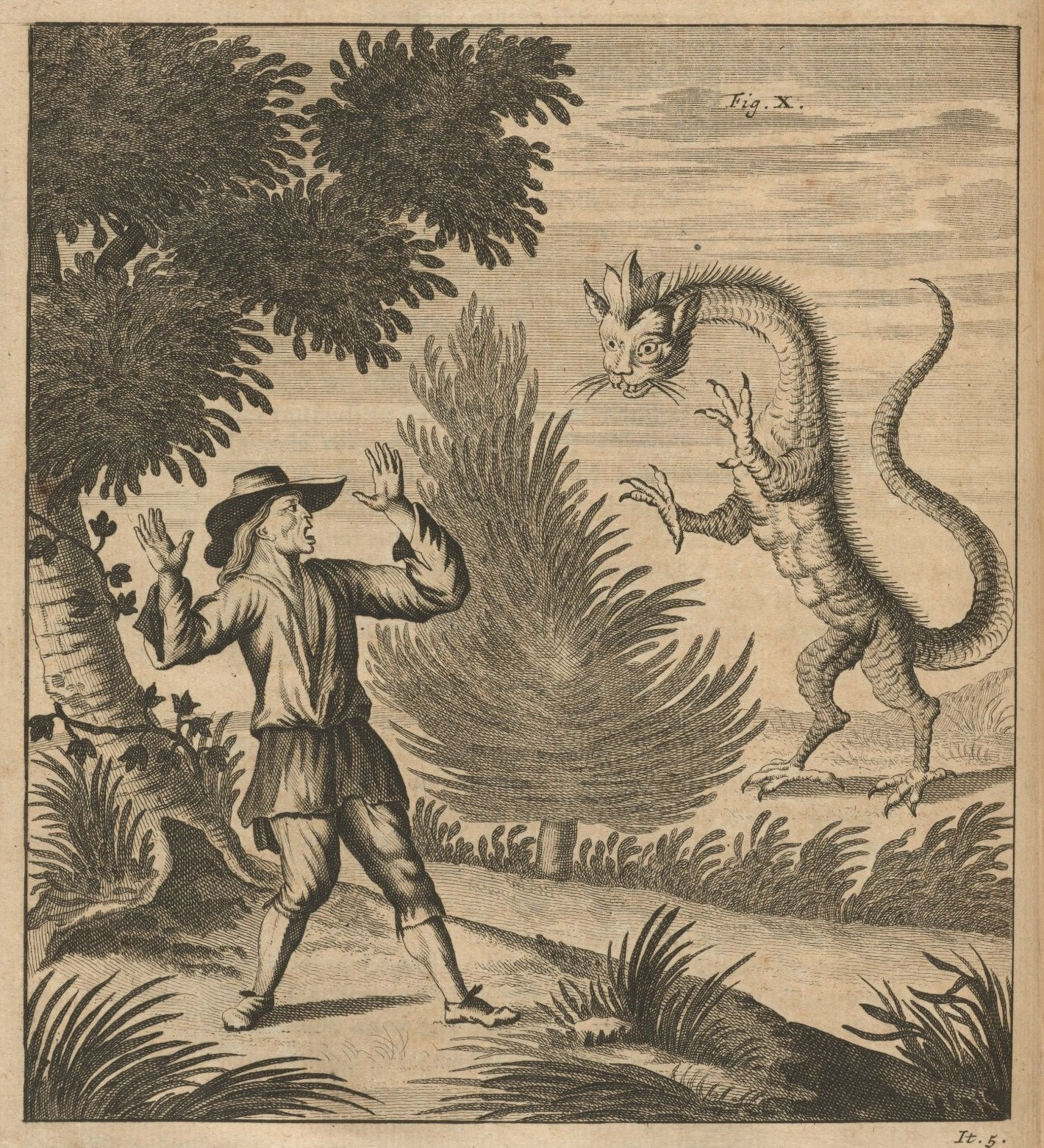
Lo svizzero Andreas Roduner, «landschreiber» dei signori De Sacco, si imbatte sul monte Wangserberger (Sarganserland) in un drago con la faccia da gatto, 1660 circa (Johann Jakob Scheuchzer, 1723).

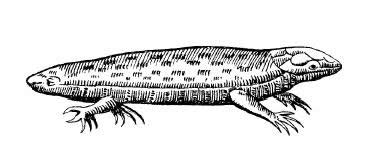
Disegno raffigurante una strana lucertola svizzera dalla Historia serpentum et draconum (1640) di Ulisse Aldrovandi.

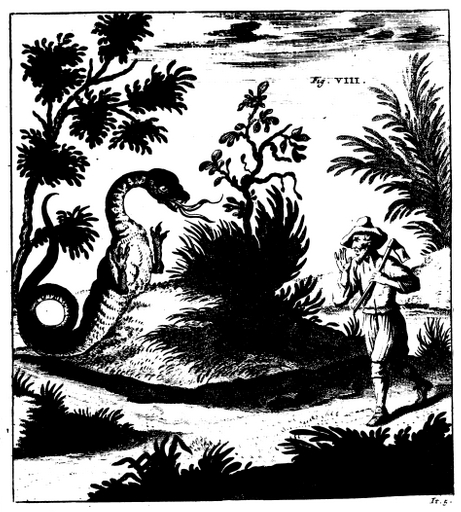
Illustrazione di un drago delle Alpi, incluso nel lavoro di Scheuchzer Itinera per Helvetiae Alpinas regiones facta annis 1702-10.

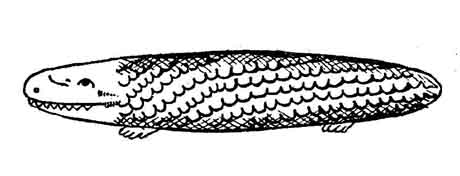
Schizzo di uno Stollwurm (Stollenwurm), anche noto come Tatzelwurm.

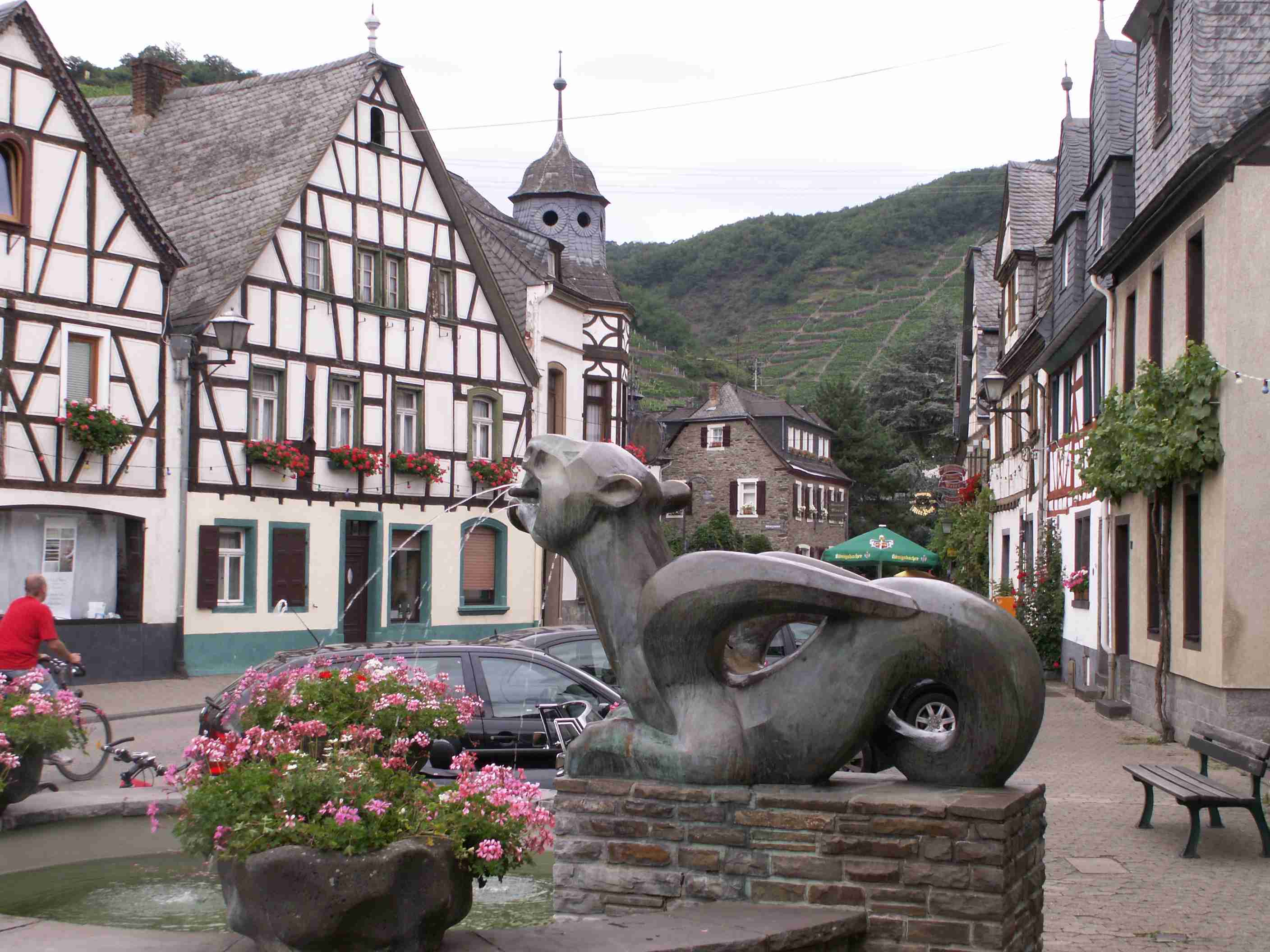
Fontana a forma di Tatzelwurm a Kobern-Gondorf, Germania (2008)

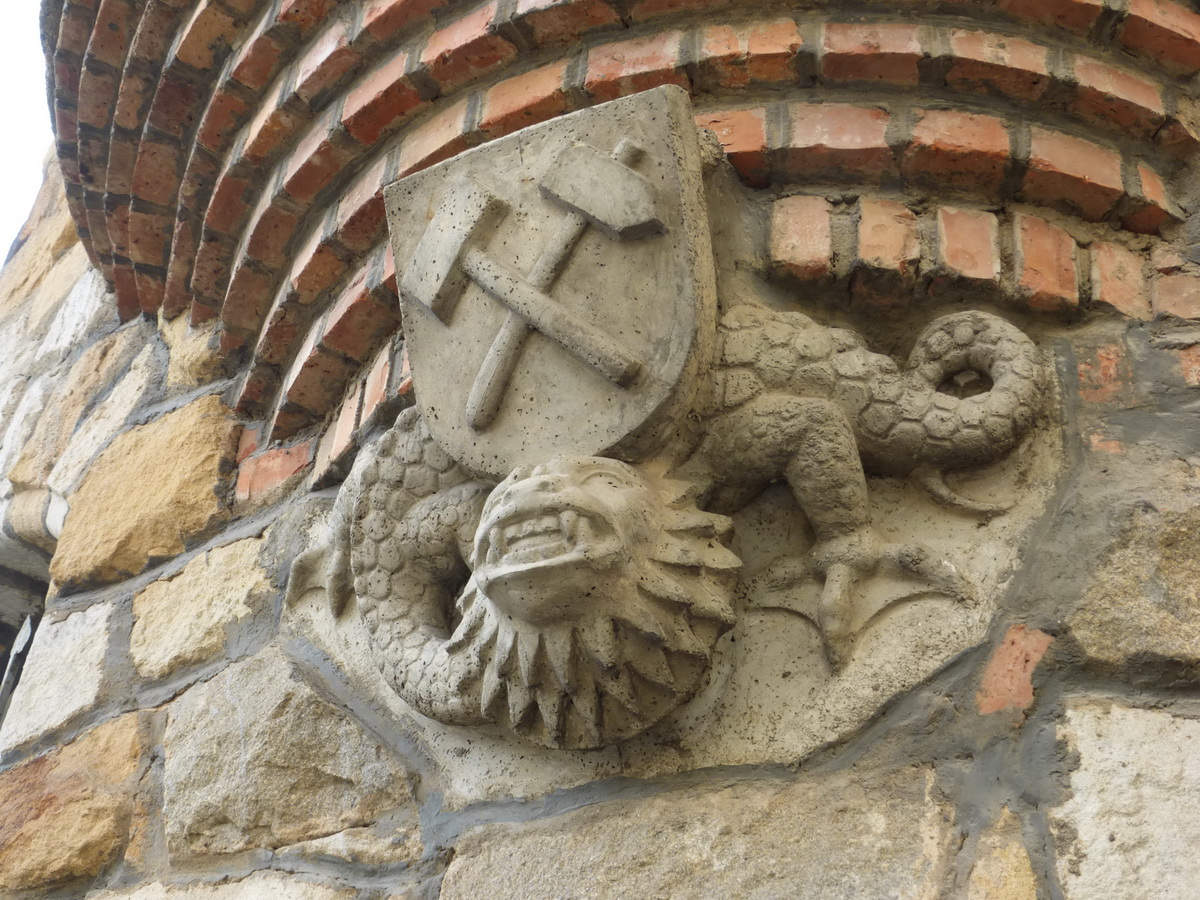
Tatzelwurm presso l'ex edificio amministrativo delle Bayerischen Braunkohlen Industrie AG a Wackersdorf, Germania.

Il Tatzelwurm o Tatzlwurm, che in lingua tedesca significa «verme con le zampe», è una creatura leggendaria dell'arco alpino, descritta come un lucertolone con quattro o due sole zampe corte e la coda tozza.
Nell'area di lingua tedesca animali descritti in questo modo sono conosciuti anche con altri nomi, come Dazzelwurm, Praatzelwurm, Bergstutz, Stollwurm (o Stollenwurm, ossia «verme dei cunicoli»), Springwurm («verme saltante») o Beißwurm, mentre nella zona delle Alpi francesi è noto come Arassas. È considerato l'equivalente del drago e del Lindworm nelle Alpi e nelle Prealpi. In Italia, vi sono stati in passato presunti avvistamenti nella Val d'Ossola di un lungo serpente con la testa di gatto, noto tra la popolazione locale come Serpentgat (Serpegatto in italiano); in Sardegna una descrizione simile fu raccolta dal naturalista Francesco Cetti per un essere chiamato Scultone.

## Nomenclatura
Il nome «Tatzelwurm» è costituito da Tatze, che significa «zampa» o «artiglio» a seconda del contesto, e Wurm, «verme», suggerendo che il Tatzelwurm è un "mezzo drago" con un addome a forma di serpente con quattro zampe corte o due zampe anteriori.
Il termine Tatzelwurm non è usato tradizionalmente in Svizzera, dove la misteriosa creatura è invece nota come Stollenwurm o Stollwurm ("verme dei tunnel" o "drago dei tunnel minerari" nelle Alpi Bernesi e nel massiccio del Giura; Stollenwurm può anche essere tradotto come "serpente con piedi corti e massicci"). Beißwurm significa invece "drago che morde", mentre Springwurm vuol dire "verme saltante".
Nelle Alpi francesi con il termine arassas è stata storicamente indicata in passato una creatura leggendaria dalle sembianze di una lucertola dalla testa di gatto.

## Descrizione
Nel corso del tempo, il Tatzelwurm o Stollenwurm è stato descritto generalmente come una lucertola o una salamandra tozza con 2 fino a 6 piedi, di grandi dimensioni, lunga da 1 a 7 piedi (da poco più di 30 cm a oltre 2,1 m). La creatura viene solitamente descritta con una faccia simile ad un gatto, specialmente in Svizzera. L'animale avrebbe una grande bocca con denti appuntiti, gli occhi sarebbero ben visibili, il collo corto e appena abbozzato. Le descrizioni della pelle varia molto: secondo alcuni testimoni è nuda, secondo altri è squamosa mentre altri ancora segnalano un corto pelame.
Al tatzelwurm è talora attribuita la capacità di recare danni e persino di uccidere con lo sguardo, il fiato e l'odore. Il Tatzelwurm dell'Austria e della Bavaria viene descritto come avente un respiro velenoso, in alcuni casi persino letale. Anche lo Stollenwurm è considerato un animale velenoso nella tradizione svizzera.
Inoltre Tatzelwurm emetterebbe un verso stridulo, fischia o sibila.

## Storia
Da sempre, le montagne, e in particolare le montagne europee per eccellenza, le Alpi, sono nell'immaginario popolare la residenza o il rifugio di specie animali strane e bizzarre, a volte decisamente mostruose. Il grifone, ad esempio, il mitico animale dal corpo di grande uccello ma dalla coda di rettile (o di drago), era così noto nel Medioevo,fra le genti alpine da divenire lo stemma della città di Belluno. Lo stemma e simbolo del capoluogo della Carinzia, Klagenfurt, è, fin dal 1200, un drago; nel 1590 lo scultore Ulrich Vogelsang ricavò da un unico, enorme blocco di pietra, un immenso drago, per la fontana che i cittadini avevano deciso di erigere al centro della piazza principale e che è diventato il simbolo della bella cittadina.
Il medico e naturalista bolognese Ulisse Aldrovandi, riferisce nel suo Serpentum et Draconum historiae che in Svizzera, nel 1499, fu catturato un lunghissimo drago munito di orecchie. Il particolare delle orecchie è discutibile se si fosse trattato di un rettile o di un verme, poiché questi non hanno padiglioni auricolari esterni adeguatamente sviluppati, ma solo fessure ai lati del capo.
Johann Jakob Scheuchzer, zoologo svizzero, nel 1723 compilò la "Itinera per Helvetiae", un manuale di fauna alpina, includente anche i draghi alpini. Scheuchzer racconta che un certo Andreas Roduner di Altsax, in Svizzera, mentre si trovava insieme ai suoi compagni sul monte Wangserberger, osservò un drago. Quando il mostro li vide si alzò sulle zampe posteriori, raggiungendo l'altezza di un uomo. Il corpo era ricoperto di scaglie, aveva quattro zampe ed una lunga coda, il corpo sembrava segmentato e la testa era piccola come quella di un gatto, infine una folta criniera gli scendeva lungo il dorso. Nel 1779 un certo Hans Fuchs morì per un attacco cardiaco dopo essersi trovato faccia a faccia con un tatzelwurm in località Unken, nei dintorni di Salisburgo.
Agli inizi del XIX secolo, Carlo Amoretti scrisse della serpentana, presentata come un grosso lucertolone con due o quattro zampe che avrebbe avuto l'abitudine di succhiare il latte alle mucche. Amoretti offrì anche un premio in denaro a chi gliene avesse portato un esemplare. Nel 1924, uno scheletro del misterioso tatzelwurm sarebbe stato trovato nei pressi di Murtal, in Stiria. Nel 1929 un maestro austriaco stava esplorando una grotta nei pressi di Landsberg quando scorse un animale serpentiforme che, allungato su un mucchio di humus in putrefazione, lo fissava coi suoi grandi occhi. Egli tentò di afferrarlo, ma invano: la creatura , avvertendo il pericolo, si eclissò in una cavità. Nel 1934 un tale Balkin presentò la foto di un tatzelwurm, ma l'immagine appare un falso piuttosto grossolano. Alcuni resti di presunti tatzelwurm si rivelarono appartenenti ad animali diversi e conosciuti.
Una delle ultime osservazioni risale all'estate del 1963 nei pressi di Sacile, allora in provincia di Udine (ora in quella di Pordenone): parecchi testimoni affermano di aver visto una specie di gigantesco serpente che era solito stare vicino a una cavità e che si faceva precedere da un «serpente-pilota» di dimensioni normali; il rettile era grosso come un palo telegrafico e aveva una "testa grossa come quella d'un bambino"; gli fu attribuita una lunghezza (probabilmente esagerata) di quattro metri; mandava una specie di sibilo. Uno dei testimoni, Antonio Toffali, gestore d'un bar di Sarone (frazione di Sacile), si munì di un grosso randello e, recatosi nella zona desolata dove si diceva che il serpente era solito comparire, si è appostato vicino alla tana del rettile ed ha atteso fino a quando, dopo circa due ore, ha udito un acutissimo fischio ed ha visto uscire il 'serpente pilota', seguito dal bestione; il signor Toffali avrebbe vibrato contro il grosso rettile una randellata, andata a vuoto, per poi darsi alla fuga spaventato. Nel luglio 1974 Jean Claude Augustine e sua moglie osservarono nella regione del Queyras, nelle Alpi francesi, una specie di salamandra gigante lunga tra i 60 e i 70 centimetri, nera a macchie gialle, che si muoveva in un torrente.

## Ipotesi
Il maestro di scuola austriaco Jakob Nicolussi suggerì che il tatzelwurm potesse essere un animale reale, imparentato con gli elodermi americani e propose il nome di Heloderma europaeus. Anton Koegel pensò invece ad un anfibio. Secondo Bernard Heuvelmans poteva trattarsi di un sauro con zampe corte o assenti come lo scinco o l'orbettino.
Il giornalista, linguista e criptozoologo tedesco Ulrich Magin (Ludwigshafen am Rhein, 1962), che nel corso dei suoi studi ha raccolto circa 40 avvistamenti dal '700 ai primi anni 2000, ritenne che questo essere possa essere una sorta di anfibio simile alla salamandra gigante della Cina (Megalobatrachus davidianus) o del Giappone (Megalobatrachus Japonicus).
Gli scettici fanno però notare la mancanza di prove materiali per suffragare l'esistenza reale della bestia. Un'ipotesi per spiegare gli avvistamenti del tatzelwurm, quando non siano semplicemente invenzioni, è che siano da attribuirsi a serpenti o mustelidi non riconosciuti dall'osservatore.